# Raymond Lebrun (journaliste sportif)
Pour l’article homonyme, voir Raymond Lebrun (réalisateur).
Raymond Lebrun est un journaliste sportif québécois né le 11 septembre 1932 et mort le 30 septembre 2017 à Laval.
Il commente le football américain de la NFL à la télévision de Radio-Canada aux côtés de Jean Séguin. Il est aussi pendant de nombreuses années descripteur des matchs de baseball des Expos de Montréal à la télévision de Radio-Canada aux côtés de Claude Raymond et Camille Dubé.
Raymond Lebrun couvre plusieurs Jeux olympiques dont ceux de Tokyo 1964, Mexico 1968, Munich 1972 et Montréal 1976.
Il collabore à CBF-Bonjour animé par Joël Le Bigot à CBF-FM.
Raymond Lebrun est également reconnu comme un spécialiste des événements entourant la seconde guerre mondiale.